# Yhtenäistä kansaa ei voi koskaan voittaa
Yhtenäistä Kansaa Ei Voi Koskaan Voittaa (en finlandés; en castellano: «El pueblo unido jamás será vencido») es el primer álbum en directo oficial de la banda chilena Quilapayún, publicado en 1974. Fue grabado durante una gira por Finlandia. El título alude al álbum en estudio de la banda lanzado ese mismo año El pueblo unido jamás será vencido.

## Lista de canciones
| N.º   | Título                                                               | Duración |  |
| 1.    | «Pablo Nerudan tervehdys maailman nuorisolle (esittää Ana González)» | 2:38     |  |
| 2.    | «Plegaria a un labrador»                                             | 3:31     |  |
| 3.    | «Las obreras»                                                        | 3:31     |  |
| 4.    | «Vamos mujer»                                                        | 4:27     |  |
| 5.    | «Nuestro cobre»                                                      | 3:44     |  |
| 6.    | «Comienza la vida nueva»                                             | 3:56     |  |
| 7.    | «A la mina no voy»                                                   | 3:35     |  |
| 8.    | «Que dirá el santo padre»                                            | 2:48     |  |
| 9.    | «Nguyen van troi»                                                    | 5:00     |  |
| 10.   | «Canción final»                                                      | 3:17     |  |
| 11.   | «El pueblo unido jamás será vencido» (con Agit prop)                 | 4:05     |  |
| 40:32 |                                                                      |          |  |